# أنديرس كارلسون
أنديرس كارلسون (بالسويدية: Anders Carlsson)‏ هو لاعب هوكي الجليد سويدي، ولد في 25 نوفمبر 1960 في يفله في السويد.

## وصلات خارجية
- أنديرس كارلسون على موقع دوري الهوكي الوطني (الإنجليزية)
- أنديرس كارلسون على موقع EliteProspects.com (الإنجليزية)
- أنديرس كارلسون على موقع Eurohockey.com (الإنجليزية)
- أنديرس كارلسون على موقع HockeyDB.com (الإنجليزية)
- أنديرس كارلسون على موقع Hockey-Reference.com (الإنجليزية)